# قايدو فان دن بيرغ
قايدو فـان دن بيرغ هو اقتصادي وسياسي ألماني، ولد في 24 فبراير 1975 في غرفنبرويش في ألمانيا، وتوفي بنفس المكان في 2 مايو 2019 بسبب سرطان. نشط حزبياً في الحزب الديمقراطي الاجتماعي الألماني. وقد انتخب عضو مجلس الشورى الموحد شمال الراين وستفاليا ‏ وقد انضم خلال فترته النيابية ‏ للكتلة البرلمانية الحزب الديمقراطي الاجتماعي الألماني.